# Matrični tiskalnik
Matrični tiskalniki delajo znake tako, da udarjajo po papirju.
Za razliko od vnaprej oblikovanih znakov na marjetici (ali tiskalni krogli) je v tiskalni glavi matričnih tiskalnikov več majhnih, navpično poravnanih iglic, od katerih se lahko sproži vsaka posebej in na papirju naredi majhno piko. Starejši modeli matričnih tiskalnikov so imeli 9 iglic. Tiskalna glava v teh tiskalnikih se je v zelo majhnih korakih pomikala v vodoravni smeri, tiskalnik pa je tako na papirju napravil matriko pok, od koder tudi izvira ime. Izboljšani matrični tiskalnik, kakršne uporabljamo še danes, imajo 24 iglic, nekateri pa celo 48. Večje število iglic pomeni hitrejše tiskanje in nudi podrobnejšo grafiko, ki jo tiskalnik lahko natisne.
Papir potuje mimo tiskalne glave, ki se pomika naprej in nazaj, iglice pa prek črnilnega traku udarjajo po papirju. Tiskalnik sledi premikanju tiskalne glave in sproža samo tiste iglice, ki so potrebne, da na papirju nastane ustrezna slika, s čimer se oblikujejo ustrezni znaki ali grafika. 
Prvi modeli matričnih tiskalnikov niso mogli niti približno narediti kakovostnega izpisa, ki bi se lahko kosal z izpisom marjetičnih tiskalnikov. Veljali so za slabše tiskalnike. Nekatere črke, denimo p ali g, so natisnili tako, da sta bila njuna repa poravnana z drugimi črkami v besedilu.
Kljub tem slabostim pa so bili matrični tiskalniki veliko »pametnejši« stroji kot marjetični tiskalniki. To so bili prvi tiskalniki, ki so zahtevali kar obsežen programski jezik. Ta jim je omogočal tiskanje grafike in posebne oblikovne učinke pr tiskanju, denimo: polkrepko in podčrtano besedilo, napisano in podpisano besedilo ter mednarodni znaki. Vse to je bilo mogoče natisniti brez menjavanja tiskalne glave.
Sčasoma so nekateri devetiglični matrični tiskalniki začeli ponujati boljši izpis, ki so ga dosegli z zamikanjem tiskalne glave. Temu načinu so izdelovalci nadeli ime »near-letter quality« ali s kratico NLQ. V tem načinu je tiskalna glava opravila pot po celotni vrstici izpisa dvakrat. V drugem prehodu je tiskalnik sprožil iglice med vodoravnimi pikami, ki jih je natisnil v prvem prehodu. Čeprav je tiskanje trajalo dvakrat dlje kot običajno, je bil tako natisnjen dokument videti veliko boljši in ga je bilo možno uporabljati za izdelke za šolo ali osebna pisma. Z načinom NLQ so matrični tiskalniki naredili velik skok naprej.
Matrični tiskalniki so vrh dosegli s predstavitvijo načina NLQ v modelih s 24 iglicami, ki so pomenili popolno prevlado nad marjetičnimi kontaktnimi tiskalniki. Izpisi so bili enako kakovostni, vendar narejeni veliko hitreje, poleg tega pa je bilo možno z novimi tiskalniki tiskati tudi zrnasto črno-belo grafiko, fotografije in grafikone. Kljub temu imajo uporabniki tudi s 24-igličnimi modeli nekaj težav:
- Radi se kvarijo. Tiskalne glave matričnih tiskalnikov je potrebno redno čistiti.
- So zelo glasni. Matrični tiskalniki so ravno tako glasni kot stari marjetični tiskalniki.
- Izpisi so večinoma črno-beli. Za barvne izpise je potrebno uporabiti črnilne trakove različnih barv, kar precej podaljša in podraži tiskanje.
- Izpis bolj zapletene grafike ali fotografije se ne more primerjati z izpisom na črnilnem tiskalniku.